# Up Tight! (Gene Ammons)
Up Tight! è un album di Gene Ammons, pubblicato dalla Prestige Records nel 1961. I brani furono registrati al Van Gelder Studio di Englewood Cliffs, New Jersey (Stati Uniti) nelle date indicate nella lista tracce.

## Tracce
Lato A
1. The Breeze and I – 6:23 (Tutti Camarata, Ernesto Lecuona, Al Stillman) – Registrato il 17 ottobre 1961
2. I Sold My Heart to the Junk Man – 4:30 (Otis René, Leon René) – Registrato il 18 ottobre 1961
3. Moon Glow – 6:02 (Eddie DeLange, Will Hudson, Irving Mills) – Registrato il 17 ottobre 1961
4. Up Tight! – 3:33 (Gene Ammons) – Registrato il 18 ottobre 1961

Lato B
1. The Five O'Clock Whistle – 5:56 (Kim Gannon, Gene Irwin, Josef Myrow) – Registrato il 18 ottobre 1961
2. Jug's Blue Blues – 8:16 (Gene Ammons) – Registrato il 17 ottobre 1961
3. Lester Leaps In – 4:12 (Lester Young) – Registrato il 17 ottobre 1961

## Musicisti
Brani A1, A3, B2 e B3
- Gene Ammons - sassofono tenore
- Walter Bishop Jr. - pianoforte
- Art Davis - contrabbasso
- Art Taylor - batteria
- Ray Barretto - congas

Brani A2, A4 e B1
- Gene Ammons - sassofono tenore
- Patti Bown - pianoforte
- George Duvivier - contrabbasso
- Art Taylor - batteria
- Ray Barretto - contrabbasso